# Troupie
Troupie (lit. Traupis) – miasteczko na Litwie, na Auksztocie, nad Niewiażą, w okręgu uciańskim, w rejonie oniksztyńskim, 11 km na południowy zachód od Traszkun i ok. 25 km na zachód od Onikszt; siedziba gminy Troupie; 229 mieszk. (2001); kościół, szkoła, urząd pocztowy.